# Martxelo Rubio
Martxelo Rubio Urkia (San Sebastián, Guipúzcoa, España, 5 de marzo de 1966) es un actor español fundamentalmente conocido por su participación en la serie televisiva Goenkale, que se ha emitido en euskera, durante varios lustros, en la cadena vasca ETB1. En el año 1986 protagonizó la película 27 horas, junto a Maribel Verdú, y en la que también trabajaba Antonio Banderas.
Además de Goenkale y otras series en su lengua materna (euskera) también ha participado en importantes conocidas teleseries españolas como El comisario o Periodistas.

## Biografía
La introducción de Martxelo en el mundo de la interpretación vino en 1985 de la mano de Javier Aguirresarobe y por pura casualidad, ya que este le aconsejó que se presentara al proceso de selección de la película 27 horas, durante el cual consiguió su papel protagonista. Tras esto se mudó a Madrid y realizó estudios de Interpretación con Cristina Rota. En 2014, durante el Festival Internacional de Cine de San Sebastián, Ulialde elkartea le otorgó el Premio Ramón Labayen de Cine, por su carrera cinematográfica.

## Trabajos

### Televisión (selección)
- 2024. Querer en los capítulos 2º y 3º como Tomás Astarloa, amigo de Miren Torres.
- 2021. Cuéntame cómo pasó 21ª temporada (dividida entre 1992-1993 y 2020-2021), como Jorge, marido de María Alcántara, interpretada por Silvia Abascal en los años 2020-2021. Los dos son médicos en el mismo hospital.
- 2020. Alardea miniserie de 5 capítulos, interpretando el papel de Jon, miembro del Alarde[2]

La miniserie habla sobre un grupo de mujeres, que quieren ser soldados en el alarde (como los hombres) y no sólo cantineras. 
Un alarde es un desfile, principalmente militar y se llama a la revista que se hacía a los soldados y a sus armas. 
El alarde más famoso es el Alarde de Hondarribía/Fuenterrabía en el que la compañía Jaizkibel es mixta, tiene mujeres y hombres como soldados. 
Las demás compañías del Alarde de Fuenterrabía son partidarios del Alarde tradicional, hombres como soldados y mujeres como cantineras. 
Se celebra cada 8 de Septiembre desde 1639 dándole las gracias a la Virgen de Guadalupe por la finalización del asedio de la ciudad, por parte de las tropas francesas de Luis XIII
- 2017. Allí abajo 3ª Temporada 4º capítulo titulado La Prueba como el Ertzaina Bengoetxea
- 2010. Adolfo Suárez, el presidente
- 2008. Futuro: 48 horas
- 2005. Mi querido Klikowsky[3][4]
- 2001. Paraíso (serie de televisión)
- 2000. El comisario[5]
- 2000-2002. Hasiberriak, interpretando el papel de John Kepa[6]
- 2000. Raquel busca su sitio
- 1999. Ertzainak[7]
- 1999. El Señorío de Larrea interpretando el papel de Mario[8]
- 1999. Periodistas (serie de televisión)
- 1998. La vuelta de El Coyote
- 1997 Jaun ta Jabe (Dueño y Señor)[9]
- 1996. La otra familia
- 2008-2015. Goenkale, interpretando el papel de Kandido[10][11]
- 1994-1996. Goenkale, interpretando el papel de John Kepa[12][13]
- 1993. Duplex
- 1993. Un día volvere
- 1991. Taller mecánico (serie de televisión)[14]
- 1991. Bi eta bat (serie) (Dos más uno) 3 capítulos[15][16][17]
- 1990. Muerte a destiempo
- 1989. Primera función

### Cine
| Año  | Título                               | Personaje                         | Dirección                                |
| ---- | ------------------------------------ | --------------------------------- | ---------------------------------------- |
| 2024 | Soy Nevenka                          | Psicoanalista José Antonio Bustos | Icíar Bollaín                            |
| 2023 | 20.000 especies de abejas            | Gorka                             | Estibaliz Urresola Solaguren             |
| 2021 | Érase una vez en Euskadi             | Profesor de Euskera               | Manu Gómez                               |
| 2021 | Maixabel                             | Amigo de Maixabel Lasa            | Icíar Bollaín                            |
| 2020 | Zerua hautsi zen gaua (cortometraje) | Cartero                           | María Fontán                             |
| 2020 | Vivir en paz (cortometraje)          | Ander                             | Gonzalo Visedo                           |
| 2019 | Agur Etxebeste!                      | Camarero                          | Asier Altuna y Telmo Esnal               |
| 2017 | Versus (cortometraje)                | Juez de silla                     | Demetrio Elorz                           |
| 2017 | Operación Concha                     | Sargento                          | Antonio Cuadri                           |
| 2016 | Funeral (cortometraje)               | Mikel                             | Kepa Sojo                                |
| 2016 | Cirilo (cortometraje)                |                                   | Rubén Sainz                              |
| 2015 | Lejos del mar                        | Mikel                             | Imanol Uribe                             |
| 2014 | Pan-demia (cortometraje)             | Ladrón                            | Rubén Sainz                              |
| 2011 | La casa del lago (cortometraje)      | Asesino                           | Galder Gaztelu-Urrutia                   |
| 2011 | 23-F: la película                    | Mariano Aguilar Olivenza          | Chema de la Peña                         |
| 2010 | ASD: Alma sin dueño                  |                                   | Tinieblas González                       |
| 2010 | Tchang (cortometraje)                | Ander                             | Gonzalo Visedo y Daniel Strömbeck Brusén |
| 2009 | Tumbas abiertas                      | Doctor                            | Álvaro de Armiñán                        |
| 2009 | Felicidad perfecta                   |                                   | Jabi Elortegi                            |
| 2008 | Road Spain                           |                                   | Jordi Vidal                              |
| 2007 | Sonrie (cortometraje)                | Mimo                              | Jorge Galeano                            |
| 2006 | El síndrome de Svensson              | Demetrio                          | Kepa Sojoref                             |
| 2004 | Portal mortal (cortometraje)         | Vecino mortal                     | Aritz Moreno y Sergio Prieto             |
| 2003 | Eres mi héroe                        | David adulto                      | Antonio Cuadri                           |
| 2002 | No dejaré que no me quieras          | Valerio                           | José Luis Acosta                         |
| 2000 | Yoyes                                | Kizkur                            | Helena Taberna                           |
| 1999 | Qué dura es la vida (cortometraje)   | Chico rubio                       | Fernando Caballero                       |
| 1999 | Ione, sube al cielo                  | Karlos                            | Joseba Salegi                            |
| 1999 | Sí, quiero...                        | Chaval                            | Eneko Olasagasti y Carlos Zabala         |
| 1998 | El llanto de la fiera (cortometraje) | Gerardo                           | Fidel Cordero                            |
| 1998 | Agujetas en el alma                  | Aitor                             | Fernando Merinero                        |
| 1998 | La vuelta de El Coyote               | Hombre posada                     | Mario Camus                              |
| 1997 | La fabulosa historia de Diego Marín  | Diego Marín                       | Fidel Cordero                            |
| 1996 | Alma gitana                          | Edi                               | Chus Gutiérrez                           |
| 1992 | La hiedra (cortometraje)             |                                   | Antonio Conesa                           |
| 1992 | Punto muerto (cortometraje)          |                                   | Miguel Ángel Sánchez                     |
| 1990 | El anónimo... ¡vaya papelón!         | Juanjo                            | Alfonso Arandia                          |
| 1986 | 27 horas                             | Jon                               | Montxo Armendáriz                        |

### Teatro (selección)
- 2014. La Calma mágica, comedia dirigida por Alfredo Sanzol.[20] Con los actores Aitziber Garmendia, Sandra Ferrús, Aitor Mazo, Mireia Gabilondo e Iñaki Rikarte[21] (compañía Tanttaka Teatro), con música de Iñaki Salvador.
- 2016-2017. "Desoxirribonucleico", comedia musical dirigida por Galder Pérez y Eloi Beato.[22] Con las actrices/actor Susana Soleto, Ylenia Baglietto, Itziar Ituño, Leire Ucha y Ugaitz Alegria
- 2018-2019. "El Silencio de Elvis", obra de teatro dura, pero emotiva escrita y dirigida por Sandra Ferrús que habla sobre la esquizofrenia y como lo afrontan la persona, el entorno familiar y la sociedad en general. Con las actrices y actores José Luis Alcobendas, Pepe Viyuela, Concha Delgado, Sandra Ferrús, Elias González y Susana Hernández (actriz).

El silencio de Elvis el primer premio y el premio especial del jurado José María Rodero en el XXII Certamen Nacional de directoras de escena de Torrejón de Ardoz. 
La obra también fue candidata a los XXIII Premios Max de las Artes Escénicas en la categoría de Autoría Revelación. 

- 2021-2023. "La Panadera", escrita y dirigida por Sandra Ferrús. Con las actrices y actores Cesar Cambeiro, Carmen del Conte, Sandra Ferrús, Raúl Pulido, Elías González y Susana Hernández (actriz)

La obra, consiguió las nominaciones en mejor actriz y mejor autoría revelación, ambas para Sandra Ferrús en los Anexo:Premios Max de 2022 siendo ganadora en mejor autoría revelación. 

- 2024-presente. "El patio de las moreras”, escrita y dirigida por Sandra Ferrús. Con las actrices Sandra Ferrús, Sara Cozar, Vito Rogado, Dorleta Urretabizkaia, Aizpea Goenaga, Ana Pimenta y Olatz Beobide.[27]

## Premios
Premios Goya
| Año  | Categoría                                 | Película                 | Resultado |
| ---- | ----------------------------------------- | ------------------------ | --------- |
| 2024 | mejor interpretación masculina de reparto | 20000 especies de abejas | Nominado  |